# Kittelbloem
De kittelbloem (Clitoria ternatea) is een plant uit de vlinderbloemenfamilie.
Het is een kruidachtige plant die met dunne, windende stengels tot 6 m hoog klimt. De bladeren zijn afwisselend geplaatst, 6–17 cm lang, oneven geveerd met vijf of zeven elliptische, 2–7 × 1-4 cm grote, ovale tot kort-lancetvormige, stompe, kort gesteelde deelblaadjes.
De bloemen staan meestal solitair in de bladoksels. Aan de basis van de bloem zitten drie, eironde 0,5–1 cm lange schutblaadjes. De kelk is 1,5–2,5 cm lang en tot halverwege vergroeid. De bloemen bestaan uit een 3,5–5 × 2,5–4 cm groot, blauw, violet of zelden wit kroonblad met een witgerande gele vlek in het midden. Dit kroonblad vormt een ovale zoom, ook rond de bovenaan geplaatste, vier overige, veel kleinere kroonbladeren. Deze kleinere kroonbladeren zijn iets gekruld, de twee buitenste zijn half zo lang als de bloem en twee binnenste zijn een kwart zo lang als de bloem. De naam kittelbloem heeft de plant gekregen omdat hij met de nodige fantasie aan een vulva met de daaruit naar voren stekende clitoris doet denken.
De vruchten zijn 5–12 cm lange, circa 1 cm brede, iets behaarde, groene peulen die zes tot tien zaden bevatten.
De kittelbloem komt overal in de tropen voor en vooral aan wegranden. De herkomst is onzeker, mogelijk komt de plant oorspronkelijk uit tropisch Amerika.
De bloemen bevatten een kleurstof die reageert als lakmoespapier. In zure oplossingen kleurt het rood en in basische oplossingen kleurt het blauw. In Azië wordt deze kleurstof wel gebruikt voor het kleuren van rijst en gebak.

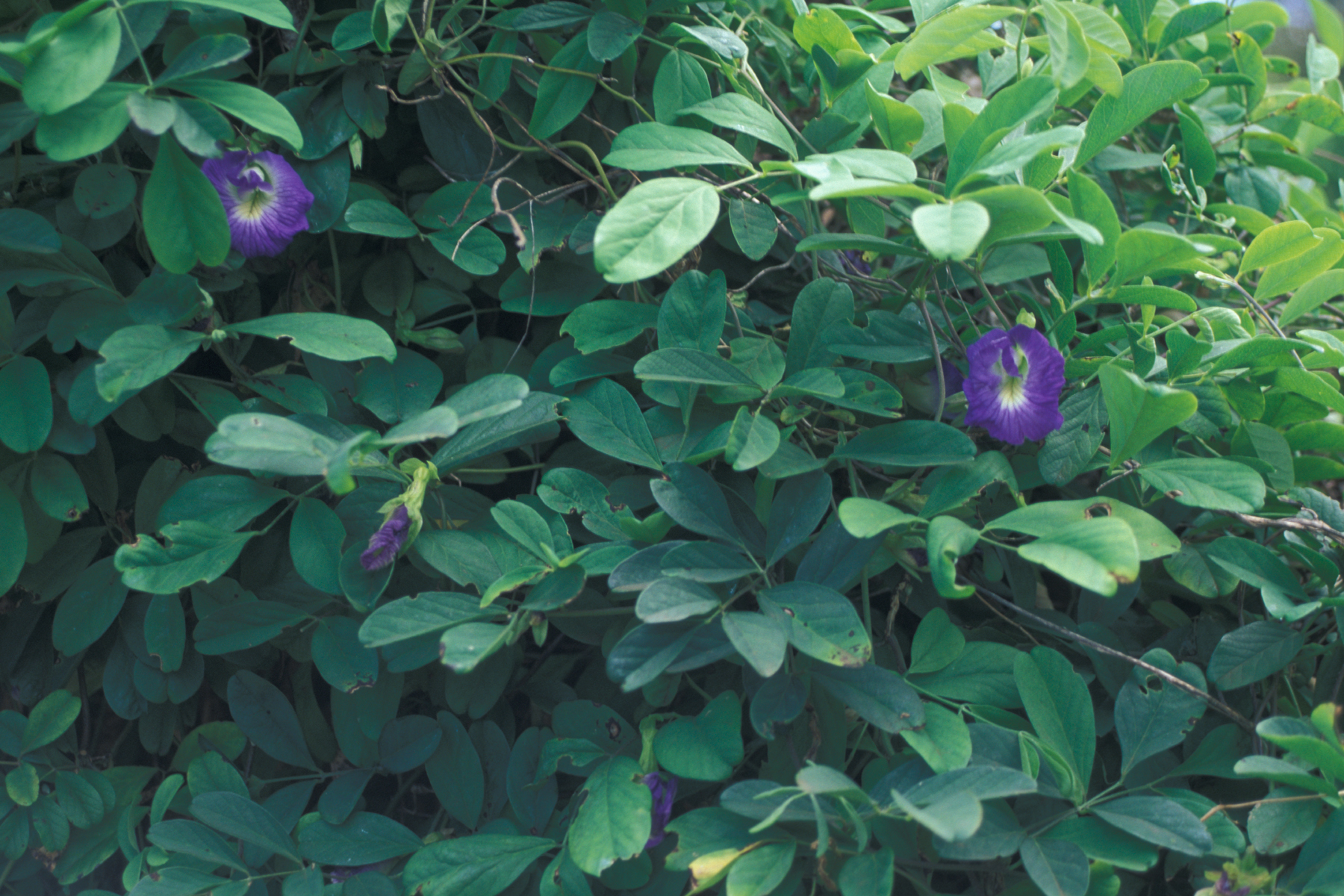
Clitoria ternatea in de Enchanted Floral Gardens van Kula (Maui)
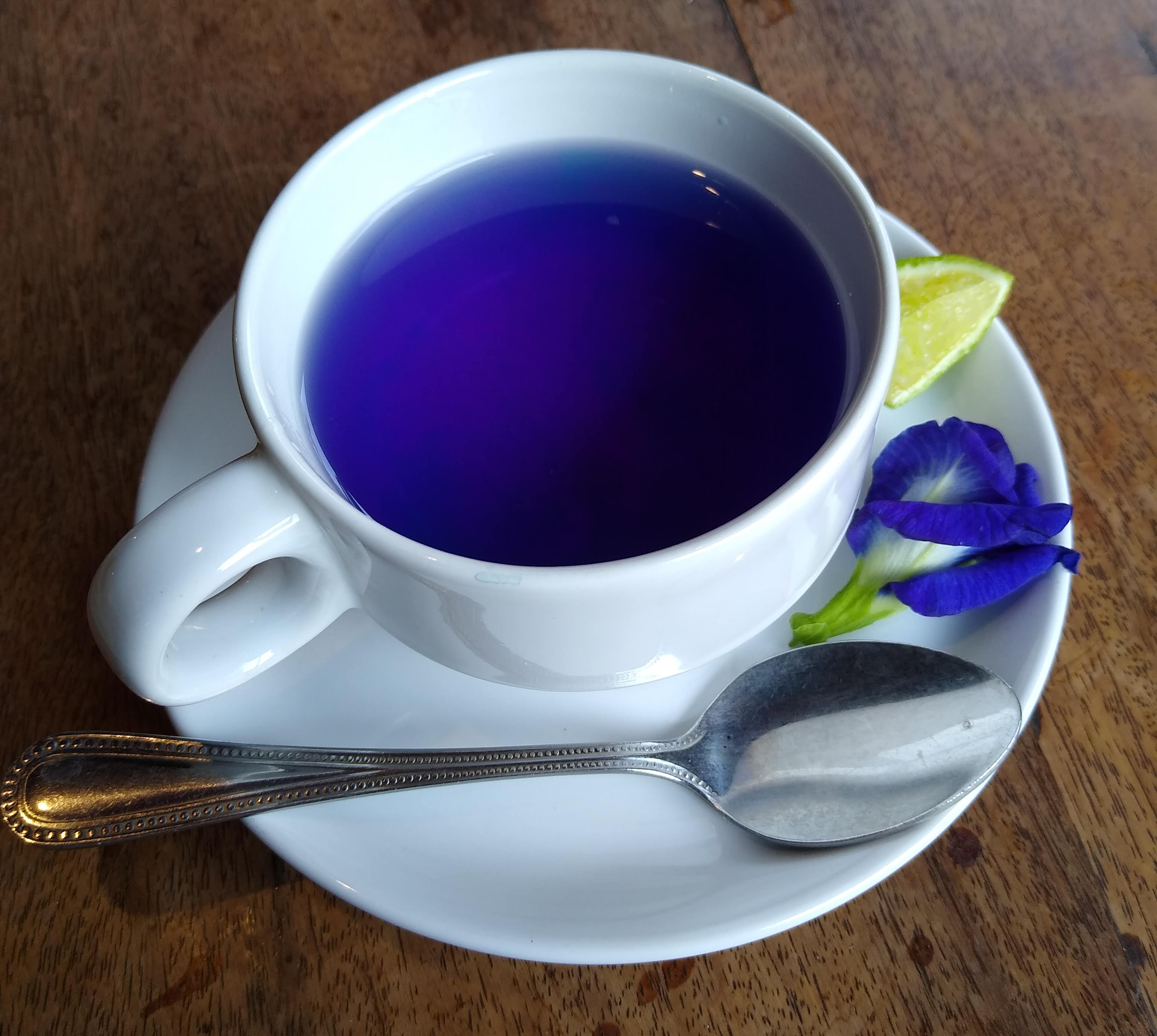
Thee van kittelbloem